# Jonathan Cheban
Jonathan Cheban, din 2019 – Foodgod (n. Ceban la 21 februarie 1974, Chișinău, RSS Moldovenească, URSS) este o personalitate americană de televiziune, antreprenor și fost publicist. 
A făcut apariții în emisiunea Keeping Up with the Kardashians și în spinoff-urile acesteia.

## Biografie
Ceban s-a născut în 1974 la Chișinău, în Moldova sovietică, într-o familie de origine evreiască. Mama sa, Galina, a fost agent imobiliar, pe când tatăl, Mihail, era comerciant de diamante. La vârsta de 4 ani împreună cu familia a emigrat în Statele Unite. A crescut în Fort Lee, New Jersey și a urmat liceul Fort Lee înainte de a absolvi Universitatea Hofstra cu o diplomă în comunicare în 1995.
La vârsta de 8 ani, a suferit un accident grav cu stivuitorul, care l-a făcut să-și piardă dinții din față și o parte a limbii. 

## Carieră

### Publicist
După absolvire, Cheban a început să lucreze pentru publicista Peggy Siegal la firma ei din New York. La un moment dat, managerul muzical Benny Medina a chemat-o pe Siegal să lucreze la petrecerea de 29 de ani a lui Sean Combs. Când Siegal a respins oferta, în ciuda îndemnurilor lui Cheban, Cheban a acceptat el însuși postul. Cheban a părăsit-o pe Siegal și și-a format propria firmă de relații publice cu alți doi publiciști. A părăsit acea companie în 2001 și și-a fondat propria firmă, CommandPR.

### Televiziune
Cheban a câștigat prima dată atenția publicului odată cu apariția sa în reality show-ul Keeping Up with the Kardashians, apărând ca un prieten al surorilor Kardashian.  Ulterior, a apărut în mai multe episoade din spin-off-urile emisiunii, Kourtney și Kim Take New York, Kourtney și Kim Take Miami și Kourtney și Khloé Take The Hamptons.
În 2010, Cheban a jucat în propriul său reality show, The Spin Crowd, care relatează viețile lui Cheban, Simon Huck și angajații lor de la firma sa. Producătorul executiv al serialului a fost vedeta de reality-TV Kim Kardashian. A fost anulat după un sezon din cauza ratingurilor slabe.
Relația lui Cheban cu Kardashian a rămas în lumina reflectoarelor publice. În 2012, Cheban a făcut un scurt videoclip declarându-se ca cineva care trăiește în umbra faimei Kardashian.
În ianuarie 2016, Cheban a intrat în casa Celebrity Big Brother din Marea Britanie, pentru a concura ca coleg de casă în al 17-lea sezon. A părăsit voluntar spectacolul în câteva zile.
În 2017, Cheban a apărut în cel de-al doilea sezon al serialului britanic Celebs Go Dating.

## Alte proiecte
În 2008, Cheban și-a lansat propria linie de îmbrăcăminte, Kritik. Cheban a proiectat și bijuterii pentru RichRocks. La sfârșitul anului 2012, a deschis Sushi MiKasa, un restaurant din Miami. Pe 24 noiembrie 2013, Cheban a co-găzduit și Coca-Cola Red Carpet Live!, un pre-show la American Music Awards 2013. În ianuarie 2014, a lansat un produs numit Glam Screen, care este atât o husă de protecție pentru un telefon inteligent, cât și o oglindă. 
În 2014, Cheban a lansat TheDishh, un site web de divertisment și stil de viață care prezintă ceea ce Cheban și echipa sa consideră că sunt alimente, gadgeturi și divertisment de cea mai înaltă calitate.
În februarie 2015, Cheban a deschis restaurantul fast-food Burger Bandit în Lynbrook, New York, pe Long Island.
La sfârșitul anului 2019, Cheban a lansat podcastul Foodgod: OMFG!

## Viața personală
La sfârșitul anului 2012, Cheban a început să se întâlnească cu stilista Anat Popovsky, după ce a cunoscut-o în timp ce filma Kourtney și Kim Take Miami. A jucat în al doilea episod al celui de-al șaptelea sezon al Millionaire Matchmaker, care a fost difuzat pe 12 decembrie 2013 pe Bravo.
În octombrie 2019, diverse instituții de presă au anunțat că și-a schimbat numele legal în Foodgod

## Filmografie
| An   | Titlu               | Rol        | Note |
| ---- | ------------------- | ---------- | ---- |
| 2017 | Prin orice mijloace | Phil Cohen |      |

| An        | Titlu                                | Note                                                                          |
| --------- | ------------------------------------ | ----------------------------------------------------------------------------- |
| 2009–2021 | Ține pasul cu Kardashians            | 27 de episoade                                                                |
| 2009–2013 | Kourtney și Kim iau Miami            | 9 episoade                                                                    |
| 2010      | Mulțimea Spin                        | 8 episoade                                                                    |
| 2011–2012 | Kourtney și Kim iau New York-ul      | 6 episoade                                                                    |
| 2016      | Celebrity Big Brother                | mers pe jos; locul 15                                                         |
| 2017      | Vedetele se întâlnesc                | 7 episoade                                                                    |
| 2018      | Singura cale este Essex              | Episodul: „Episodul #23.7”                                                    |
| 2018      | Dumnezeul hranei                     | 5 episoade                                                                    |
| 2018      | Cearta de familie a celebrităților   | Episodul: „The Kardashians vs. Familia de Vest și Jana Kramer vs. Gary Busey" |
| 2019      | Gemma Collins: Diva pentru totdeauna | Rol recurent                                                                  |